# Billingr

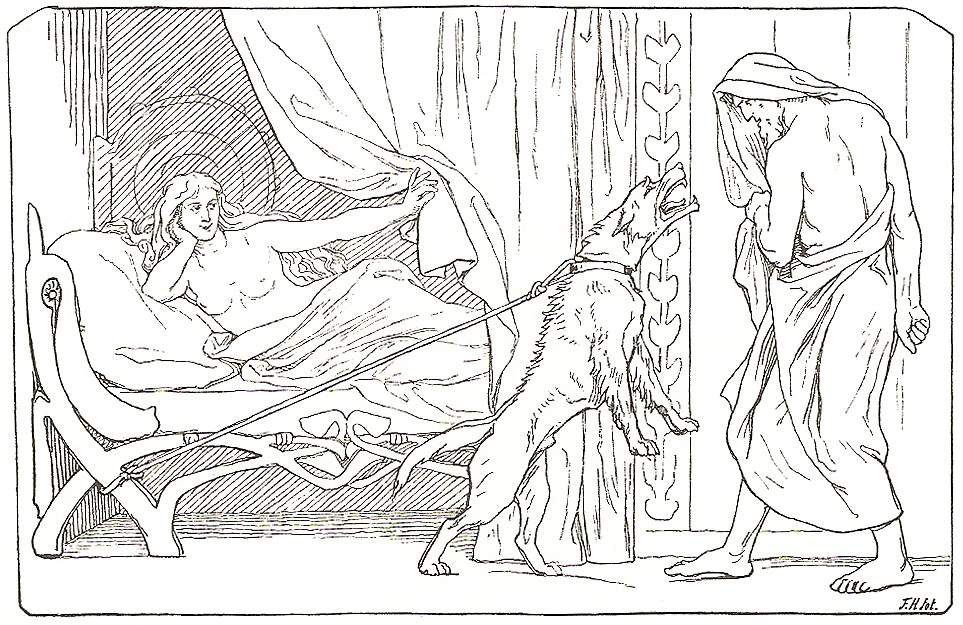
La hija de Billingr observa a Odín que se encuentra con la perra atada de la cama. (1895) por Lorenz Frølich.

En la mitología nórdica Billingr (o Billing) es el padre de una joven (cuyo nombre no es mencionado) deseada por Odín. Según las estrofas 96-102 del poema Hávamál de la Edda poética, la doncella le dijo a Odín que fuera a su encuentro por la noche pero cuando volvía, se encontró con el camino bloqueado por guerreros con espadas y antorchas encendidas. Al amanecer descubrió que la joven se había ido dejando a una perra atada de la cama de su casa. De esta manera fue frustrado su intento de poseerla. El episodio es narrado por el propio Odín como un ejemplo de la supuesta inconstancia y el engaño de las mujeres. Se lamenta de la locura, de la nostalgia y de aquello que es inalcanzable. 
Billingr era supuestamente un jotun o un enano, y John Lindow en su libro Norse Mythology presenta los argumentos para ambas posibilidades. Por ejemplo Billing se muestra como nombre de enano en el manuscrito de Hauksbók.